# Бакаара (рынок)

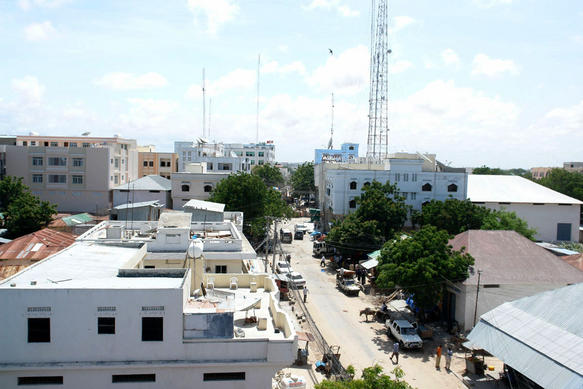
Панорама рынка Бакаара в центре Могадишо, 2005 г.

Рынок Бакаара (сомал. Suuqa Bakaaraha) — открытый рынок в столице Сомали, в городе Могадишо. Является крупнейшим рынком в стране. Название происходит от Bakaaraha или bagaar, что с сомалийского языка переводится как «хранение», «хранить».

## Товары на рынке
На рынке ежедневно продаются товары первой необходимости (в том числе овощи, такие как кукуруза, сорго, бобы, арахис, кунжут, пшеница и рис), бензин и лекарства. Но в то же время в значительной степени со времени и после гражданской войны в Сомали на рынке немалую популярность приобрела продажа стрелкового и тяжелого вооружения, включая гранатомёты (РПГ), миномёты (80 мм и 120 мм), 23 мм и 30 мм зенитные орудия, боеприпасы всех типов.
Рынок известен также другими видами незаконной деятельности, такими как поддельные паспорта Сомали, которые по заказу можно обработать в течение нескольких минут, и другие поддельные документы, в том числе свидетельства о рождении и университетские дипломы. Эта незаконная деятельность находится в южном квартале рынка и известна под названием Кабдалле Шидеейе (сомал. Cabdalle Shideeye) в честь одного из своих первых владельцев.

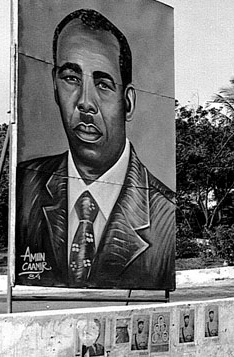
Портрет президента Сомали и основателя Бакаары Мохаммеда Сиада Барре около рынка

## История создания
Рынок был создан в конце 1972 года во времена правления Сиада Мухаммеда Барре.
В октябре 1993 года рынок был местом, где один из двух вертолетов Black Hawk был сбит в бою в Могадишо, что привело к ожесточенной перестрелке в районе в последующие часы.

## Насилие, пожары, изготовление фальшивых денег
В 1997 году возник спор за контроль над сбором налогов на рынке. В результате противостояния между правительственными войсками и силами Союза Исламских Судов были спущены несколько топливных баков (которые находились под землей). Несколько мирных жителей были ранены.
В марте 1999 года сотни людей покинули рынок после начала боевых действий. Бои продолжались между исламскими и светскими судами боевиков с середины марта до апреля.
5 января 2001 года произошел пожар на рынке, вызванный борьбой с боевиками. Растительные продукты рынка были уничтожены, равно как и часть молочных продуктов. Союз исламских судов перестал вести боевые действия в районе территории рынка.
В феврале 2001 года огромный приток фальшивых денег привёл к закрытию рынка на некоторое время. Сомалийский шиллинг рухнул. Трейдеры принимали только доллары США на некоторое время. Были затронуты не только стоимость оружия, но и стоимость продуктов питания и предметов первой необходимости удвоились в период кризиса.
10 апреля 2004 года произошел еще один пожар на рынке. Согласно докладу Совета Безопасности ООН:

В ночь на 10 апреля 2004 года произошел серьёзный пожар в главном рынке Бакаара в Могадишо, в результате по меньшей мере восемь человек погибли и более 30 получили ранения. Вооруженные грабители произвели выстрелы без разбора по толпе. Инцидент вызвал повсеместное отсутствие безопасности в районах, прилегающих к рынку. Участились случаи мародерства.
2 октября 2007 года начался третий по счету пожар, который быстро распространился по рынку, но был потушен. Огонь, как сообщалось, был вызван выстрелом в корпусе во время короткой схватки между силами сопротивления против эфиопских оккупантов и их союзников из переходных правительственных сил.
15 октября 2009 года, повстанцы Аль-Шабаба обстреляли рынок Бакаара из минометов, убив 20 человек и ранив 58.
1 мая 2010 года в мечети возле рынка прогремело два взрыва. Погибло 45 человек, более 100 получили ранения.

## Контрольно-пропускные пункты
Контрольно-пропускной пункт на рынке находится под контролем Мохаммеда Каньяре Афра, военачальника Могадишо, который был назначен министром национальной безопасности Переходного федерального правительства. Контрольно-пропускные пункты на рынке должны были быть сняты в июне 2005 года как часть зеленого листа за демократию (GLED) по инициативе «Глобальной недели против стрелкового оружия», однако, несмотря на все просьбы, этого сделано не было.